# Ljubišnja
Ljubišnja är en bergskedja i Montenegro, på gränsen till Bosnien och Hercegovina. Den ligger i den norra delen av landet, 100 km norr om huvudstaden Podgorica.
Ljubišnja sträcker sig 10,0 km i sydostlig-nordvästlig riktning. Den högsta toppen är Crkvina, 2 014 meter över havet.
Topografiskt ingår följande toppar i Ljubišnja:
- Crkvina
- Kokošari
- Kokot
- Mala Ljubišnja